# Niesky
Niesky, en sorabe: Niska, est une ville de Saxe (Allemagne), située dans l'arrondissement de Görlitz, dans le district de Dresde. Sa population est en constante diminution, elle est passée de 12 359 habitants en 1984 à 9402 en 2018.

## Municipalité
Font partie de Niesky, outre la ville elle-même, les villages de Kosel et Stannewisch au nord, ainsi qu'Ördenitz et See à l'ouest.

## Histoire

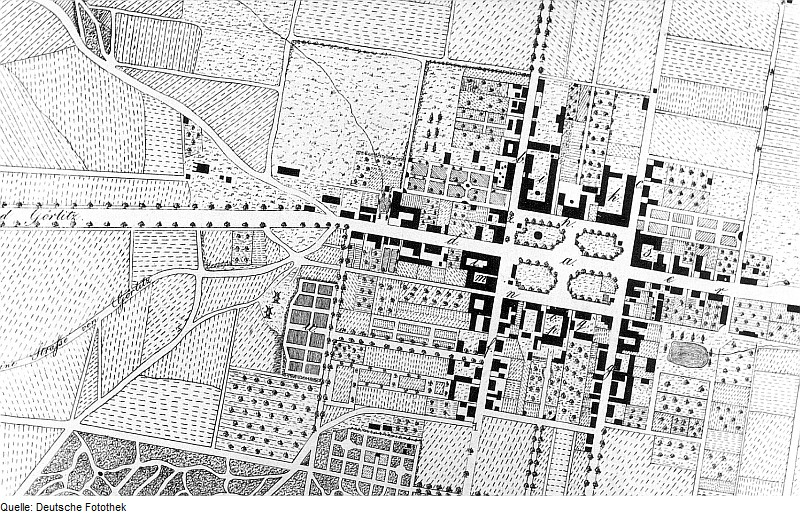
Plan de Niesky en 1823

Ce sont les frères moraves qui fondent Niesky en tant que colonie en 1742. Ils émigrent du village de Herrnhut en Bohême pour des régions religieuses. Les premières trois maisons sont construites le 8 août 1742 dans le domaine de Trebus où son propriétaire et seigneur, Siegmund August von Gernsdorff lui-même membre de cette communauté protestante dissidente, accueille les nouveaux arrivants. Un autre frère morave, le jeune Günther Urban Anton von Lüdecke (1723-1788), achète le domaine en décembre 1750, tandis que son ancien seigneur émigre en Amérique, encore colonie anglaise.
Le nom de Niesky vient du mot slave nisky qui signifie bas, ce qui peut s'entendre dans un sens d'humilité religieuse, ou bien par rapport au paysage, si différent des montagnes de Bohême.
Niesky intègre les faubourgs de Neuhof, Neusärchen, et Neuödernitz en mars 1929, et acquiert les droits de ville en 1935 avec près de sept mille habitants.
De 1816 à 1945, Niesky appartenait à l'arrondissement de Rothenburg-en-Haute-Lusace (de) qui faisait partie de la province de Silésie du royaume de Prusse. La partie orientale du district est devenue polonaise, après 1945. Nisky devient du temps de la république démocratique allemande chef-lieu du nouveau district de Niesky en 1950 ce qu'elle est restée, jusqu'en 1994, puis des réformes de délimitations interviennent. La création en 2008 du nouvel arrondissement de Görlitz lui fait perdre son statut de chef-lieu d'arrondissement.
La place Zinzendorf se trouve au centre de la ville. Elle est bordée de maisons qui datent pour certaines du XVIIIe siècle, dont la première maison bâtie de la ville. L'église luthérienne-évangélique principale de la ville s'y trouve aussi, ainsi que le musée, ouvert en 1986.

## Personnalités
- L'historien Ernst zur Lippe-Weißenfeld est né à See en 1825.
- August von Dewitz (1836-1887), religieux mort à Niesky.
- Le botaniste Klaus Kubitzki y est né en 1933.

## Jumelages
- Albert (Somme), France
- Jawor, Pologne
- Turnov, République tchèque